# Centro Universitario de la Ciénega
El Centro Universitario de la Ciénega  (CUCiénega) es otra entidad académica que forma parte de la Universidad de Guadalajara (UdeG) en México. Se localiza en la región Ciénega del estado de Jalisco, teniendo sus principales instalaciones en los municipios de Ocotlán y Atotonilco el Alto
Este centro universitario fue establecido con el objetivo de descentralizar la educación superior y llevar oportunidades educativas de calidad a diferentes regiones del estado de Jalisco.
El CUCiénega ofrece una variedad de programas académicos en niveles de licenciatura y posgrado, en áreas como la salud, administración, ingenierías, entre otros. Además, al igual que otros centros universitarios de la UdeG, el CUCiénega realiza actividades de investigación, extensión y vinculación, contribuyendo al desarrollo científico, tecnológico y cultural de la región y del país.

## Historia
El CUCiénega  cuenta con tres sedes principales: Ocotlán, La Barca y Atotonilco El Alto. Es interesante mencionar que, en Atotonilco El Alto, ya existía una infraestructura desde 1991 que operaba como módulo de la Facultad de Ciencias Económico Administrativas de Lagos de Moreno.
El centro universitario se destaca por ofrecer programas académicos en áreas diversas como negocios, finanzas, estudios económicos internacionales, ciencias básicas y tecnológicas, medicina, derecho, política, comunicación y psicología. Pero más allá de su oferta educativa, el CUCiénega se caracteriza por su fuerte compromiso con el desarrollo regional.
Uno de sus objetivos fundamentales es realizar un inventario continuo de problemas y necesidades de la región, que sirva como pilar para el desarrollo de investigaciones y reflexiones académicas pertinentes. Asimismo, busca establecer relaciones y vínculos con expertos, líderes de opinión y actores relevantes de la región, con el fin de fortalecer y proponer estrategias para solucionar problemáticas regionales y potenciar sinergias.
Adicionalmente, el CUCiénega  ha mostrado un notable compromiso con el ámbito empresarial local, impulsando la creación de incubadoras de empresas y brindando servicios de consultoría, que en conjunto buscan potenciar el desarrollo económico y social de la región.

## Oferta Educativa
Lo siguiente
Licenciatura
- Abogado
- Administración
- Agrobiotecnología
- Agronegocios
- Contaduría Pública
- Desarrollo Turístico Sustentable
- Enfermería (Nivelación)
- Ingeniería en Computación
- Ingeniería Industrial
- Ingeniería Informática
- Ingeniería Química
- Médico Cirujano y Partero
- Mercadotecnia
- Mecatrónica
- Negocios Internacionales
- Periodismo
- Psicología
- Químico Farmacéutico Biólogo
- Recursos Humanos